# Peter Ressel
Peter Ressel (Krommenie, 4 december 1945) is een Nederlands voormalig voetballer. Hij speelde als aanvaller.

## Loopbaan
Ressel is de zoon van een Sudeten-Duitse vader en een Nederlandse moeder en had aanvankelijk de Duitse nationaliteit. Hij begon bij Apeldoornse Boys met voetballen en werd vervolgens opgenomen in de jeugdopleiding van Go Ahead Eagles. Bij die club maakte Ressel in 1965 zijn debuut in het eerste elftal. Door Georg Kessler werd hij in 1966 uitgenodigd voor Jong Oranje, maar omdat hij nog niet de Nederlandse nationaliteit had kon hij daar niet op ingaan.
Uiteindelijk bleef Ressel drie seizoenen bij Go Ahead en trok vervolgens naar N.E.C. Na één seizoen in Nijmegen verkaste Ressel naar PSV. In 1970 vertrok hij voor twee seizoenen naar België om er bij Lierse SK te gaan voetballen.
In 1972 speelde hij voor Feyenoord, waarmee hij in 1974 Nederlands kampioen werd en de UEFA Cup won. Inmiddels was hij onder aanmoediging van bondscoach František Fadrhonc Nederlander geworden. In 1974 kwam hij in drie duels, die alle werden gewonnen, uit voor het Nederlands elftal. Na drie seizoenen Feyenoord trok de aanvaller in 1975 naar RSC Anderlecht. Daar bleef Ressel drie seizoenen en won hij de Beker van België en twee keer de Europacup II. 
In 1978 verhuisde Ressel naar San Jose Earthquakes uit de Verenigde Staten. Vervolgens ging hij naar AZ'67, Chicago Sting, SC Hasselt en Telstar. In het voorjaar van 1980 maakte de routinier voor de derde en laatste maal de oversteek naar de North American Soccer League bij Chicago Sting, waarna hij in de winterstop van het seizoen 1980-81 zijn opwachting maakte bij FC VVV. Daar bleef Ressel drie en een half seizoen voordat hij in 1984 stopte met voetballen.

## Profstatistieken
| Seizoen         | Club                 | Competitie      | Competitie | Competitie | Beker | Beker | Overige | Overige | Totaal | Totaal |
| Seizoen         | Club                 | Competitie      | Wed.       | Dlp.       | Wed.  | Dlp.  | Wed.    | Dlp.    | Wed.   | Dlp.   |
| --------------- | -------------------- | --------------- | ---------- | ---------- | ----- | ----- | ------- | ------- | ------ | ------ |
| 1965/66         | Go Ahead             | Eredivisie      | 24         | 3          | 4     | 0     | 0       | 0       | 28     | 3      |
| 1966/67         | Go Ahead             | Eredivisie      | 32         | 3          | 3     | 0     | 7       | 2       | 42     | 5      |
| 1967/68         | Go Ahead             | Eredivisie      | 34         | 7          | 4     | 0     | 5       | 0       | 43     | 7      |
| 1968/69         | N.E.C.               | Eredivisie      | 34         | 6          | 4     | 2     | —       | —       | 38     | 8      |
| 1969/70         | PSV                  | Eredivisie      | 27         | 6          | 5     | 0     | 3       | 0       | 35     | 6      |
| 1970/71         | Lierse SK            | Eerste klasse   | 29         | 15         | 0     | 0     | —       | —       | 29     | 15     |
| 1971/72         | Lierse SK            | Eerste klasse   | 24         | 4          | 1     | 1     | —       | —       | 25     | 5      |
| 1972/73         | Feyenoord            | Eredivisie      | 31         | 16         | 3     | 0     | 3       | 1       | 37     | 17     |
| 1973/74         | Feyenoord            | Eredivisie      | 32         | 14         | 3     | 0     | 18      | 5       | 53     | 19     |
| 1974/75         | Feyenoord            | Eredivisie      | 34         | 13         | 2     | 0     | 4       | 1       | 40     | 14     |
| 1975/76         | RSC Anderlecht       | Eerste klasse   | 32         | 6          | 3     | 1     | 9       | 0       | 44     | 7      |
| 1976/77         | RSC Anderlecht       | Eerste klasse   | 34         | 7          | 4     | 2     | 11      | 2       | 49     | 11     |
| 1977/78         | RSC Anderlecht       | Eerste klasse   | 22         | 1          | 3     | 2     | 3       | 0       | 28     | 3      |
| 1978            | San Jose Earthquakes | NASL            | 29         | 8          | —     | —     | —       | —       | 29     | 8      |
| 1978/79         | AZ '67               | Eredivisie      | 19         | 4          | 3     | 1     | 2       | 0       | 24     | 5      |
| 1979            | Chicago Sting        | NASL            | 28         | 10         | —     | —     | —       | —       | 28     | 10     |
| 1979/80         | KSC Hasselt          | Eerste klasse   | 8          | 2          | 0     | 0     | —       | —       | 8      | 2      |
| 1979/80         | Telstar              | Eerste divisie  | 8          | 2          | 0     | 0     | —       | —       | 8      | 2      |
| 1980            | Chicago Sting        | NASL            | 31         | 8          | —     | —     | —       | —       | 31     | 8      |
| 1980/81         | FC VVV               | Eerste divisie  | 16         | 6          | 1     | 1     | —       | —       | 17     | 7      |
| 1981/82         | FC VVV               | Eerste divisie  | 31         | 8          | 1     | 0     | 6       | 1       | 38     | 9      |
| 1982/83         | FC VVV               | Eerste divisie  | 26         | 6          | 3     | 0     | 5       | 0       | 34     | 6      |
| 1983/84         | FC VVV               | Eerste divisie  | 9          | 1          | 1     | 0     | 0       | 0       | 10     | 1      |
| Carrière totaal | Carrière totaal      | Carrière totaal | 594        | 156        | 48    | 10    | 76      | 12      | 718    | 178    |

## Interlandstatistieken
| Interlands van Peter Ressel | Interlands van Peter Ressel | Interlands van Peter Ressel | Interlands van Peter Ressel | Interlands van Peter Ressel | Interlands van Peter Ressel |
| №                           | Datum                       | Wedstrijd                   | Uitslag                     | Competitie                  | Goals                       |
| Als speler van Feyenoord    | Als speler van Feyenoord    | Als speler van Feyenoord    | Als speler van Feyenoord    | Als speler van Feyenoord    | Als speler van Feyenoord    |
| --------------------------- | --------------------------- | --------------------------- | --------------------------- | --------------------------- | --------------------------- |
| 1                           | 4 september 1974            | Zweden – Nederland          | 1 – 5                       | Vriendschappelijk           | 0                           |
| 2                           | 25 september 1974           | Finland – Nederland         | 1 – 3                       | EK-kwalificatie             | 0                           |
| 3                           | 9 oktober 1974              | Nederland – Zwitserland     | 1 – 0                       | Vriendschappelijk           | 0                           |

## Erelijst

### Als speler
| Competitie                            |           |                  |           |           |
| Competitie                            | Aantal    | Jaren            |           |           |
| Feyenoord                             | Feyenoord | Feyenoord        | Feyenoord | Feyenoord |
| ------------------------------------- | --------- | ---------------- | --------- | --------- |
| Continentaal                          |           |                  |           |           |
| UEFA Cup                              | 1x        | 1973/74          |           |           |
| Intertoto Cup                         | 1x        | 1973             |           |           |
| Nationaal                             |           |                  |           |           |
| Eredivisie                            | 1x        | 1973/74          |           |           |
| RSC Anderlecht                        |           |                  |           |           |
| Continentaal                          |           |                  |           |           |
| European Cup Winners Cup              | 2x        | 1975/76, 1977/78 |           |           |
| European Super Cup                    | 1x        | 1976             |           |           |
| Nationaal                             |           |                  |           |           |
| Beker van België                      | 1x        | 1975/76          |           |           |
| Trofee Jules Pappaert                 | 1x        | 1977             |           |           |
| Nationale trofee voor sportverdienste | 1x        | 1978             |           |           |